# Brughiere montane dell'Africa orientale
Le Brughiere montane dell'Africa orientale sono una ecoregione terrestre della ecozona afrotropicale appartenente al bioma delle praterie e boscaglie montane (codice ecoregione: AT1005) che si sviluppa per circa 3.300 km2 nell'Africa orientale. Lo stato di conservazione è considerato relativamente stabile.
La regione forma, insieme alle Brughiere montane dei monti Ruwenzori-Virunga, la regione denominata Brughiere dell'Africa orientale, inclusa nella lista Global 200.

## Territorio
La regione è composta da cinque aree distinte che si trovano nel nord della Tanzania, nel Kenya occidentale e al confine fra Kenya e Uganda orientale.  Nello specifico si tratta delle aree alpine (tipicamente sopra i 3.500 metri) del monte Meru e del Kilimanjaro, in Tanzania, del Monte Kenya e dei Monti Aberdare in Kenya, e del monte Elgon al confine Kenya-Uganda. L'ecoregione è contigua a quella delle foreste montane dell'Africa orientale, che si trova su queste stesse montagne a quote inferiori ai 3.500 metri. 
Queste montagne hanno un clima rigido con fluttuazioni estreme e rapide. Le gelate notturne quotidiane si verificano sopra i 4.000 m di altitudine. Le temperature minime medie su 30 giorni sul Monte Kenya sono 1,7 °C a 3.048 m. e –3,9 °C a 4.770 m. Le temperature minime assolute a tali elevazioni sono rispettivamente di -1,5 °C e -8,3 °C. Sul monte Kilimangiaro, il minimo medio era di 1,9 °C a 4.160 m. mentre a 5.000 m. la temperatura media annuale è di -1 °C. Le precipitazioni (o nevicate ad altitudini più elevate) hanno due picchi, uno in aprile e l'altro da novembre a dicembre. Sul monte Kenya, circa 2.500 mm di precipitazioni cadono fra 1.400 e 2.200 m. e circa 850 mm cadono sulla cima, principalmente come neve.
Il monte Kilimangiaro ha un picco di 2.000 mm di pioggia a 2.200 m. ma solo circa 200 mm di precipitazione sopra i 4.200 m. Le precipitazioni sono più basse sui pendii settentrionali a causa degli effetti dell'ombra.

## Flora

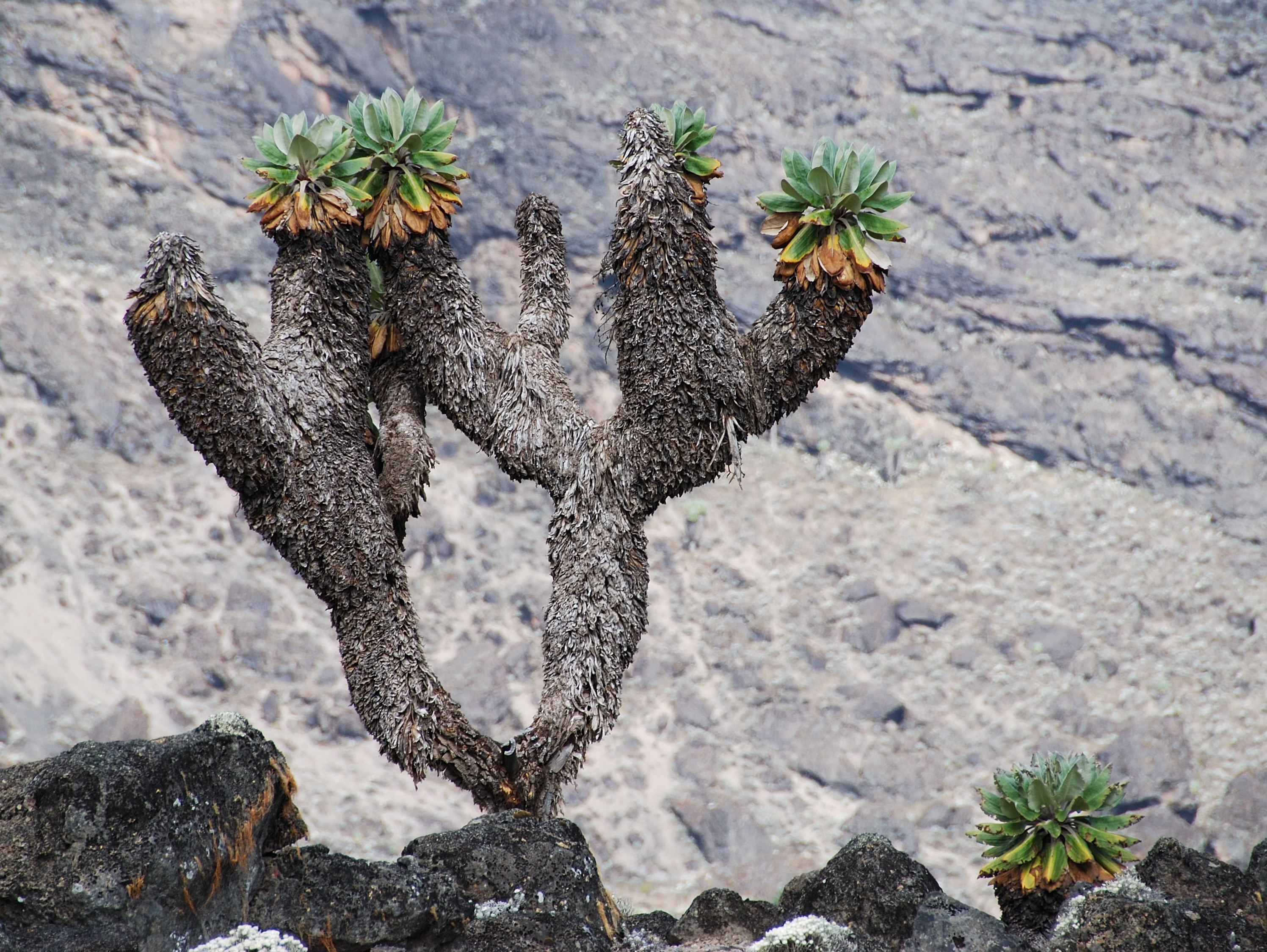
Dendrosenecio kilimanjari

Le praterie e boscaglie montane, in modo particolare nelle regioni subtropicali e tropicali, spesso evolute come isole virtuali, sono separate da altre zone montane da regioni più calde di altitudine meno elevata, e sono di frequente la dimora di molte piante tipiche ed endemiche che si sono evolute in risposta al clima freddo e umido e all'abbondante luce del sole tropicale. Le piante caratteristiche di questi habitat mostrano adattamenti come strutture a rosetta, superfici ceree e foglie villose.
Un gruppo importante di piante presenti nell'area è costituito dal genere Dendrosenecio. Questo insolito raggruppamento delle Asteraceae raggiunge stature simili a quelle di un albero, avendo sviluppato dei metodi insoliti di adattamento alla stagione fredda. Fra le specie più diffuse si annoverano: Dendrosenecio battiscombei endemico dei monti Aberdare e del monte Kenya, Dendrosenecio kilimanjari endemico del Kilimanjaro, Dendrosenecio elgonensis endemico del monte Elgon e Dendrosenecio meruensis endemico del monte Meru. Un altro gruppo di piante è quello delle Lobelie: Lobelia gregoriana, presente sul monte Kenya ad altitudini fra i 3400-3800 m. e Lobelia telekii presente sui monti Kenya, Elgon, e Aberdare alle quote più elevate.

## Fauna
All'alto tasso di endemismi vegetali non fa riscontro una analoga ricchezza di specie tra i vertebrati.
L'ecoregione ospita poche specie di mammiferi, in massima parte visitatori occasionali, con l'eccezione di tre piccoli roditori endemici: Tachyoryctes rex, Tachyoryctes spalacinus e Crocidura allex.
Tra gli uccelli tipici dell'ecoregione possono essere citati la cisticola di Hunter (Cisticola hunteri), il francolino di Jackson (Pternistis jacksoni), l'unghialunga di Sharpe (Macronyx sharpei) e la cisticola degli Aberdare (Cisticola aberdare).
L'erpetofauna annovera tre specie di anfibi endemici dell'ecoregione: Phrynobatrachus keniensis e Phrynobatrachus kinangopensis, diffusi sul versante kenyano e Strongylopus kilimanjaro, ristretto alla fascia alpina del Kilimanjaro. Altri anfibi non esclusivi della regione sono Xenopus borealis e Hyperolius montanus. Tra i rettili possono essere citati Adolfus alleni (Lacertidae), Trachylepis irregularis (Scincidae), Trioceros schubotzi e Trioceros sternfeldi (Chamaeleonidae), e Montatheris hindii (Viperidae).

## Popolazione
Questa ecozona, per la sua altitudine, è sostanzialmente disabitata.

## Conservazione
L'ecoregione è classificata come relativamente stabile e intatta; questo risultato deriva principalmente dalla limitata presenza dell'uomo nell'area. Tuttavia, mentre l'ecoregione è naturalme3nte protetta da molte intrusioni umane a causa della sua posizione e del relativo clima, ci sono minacce alla stabilità dell'ecosistema dovute a cambiamenti di umidità e glaciazione di elementi esterni. Ad esempio, sulla cima del Monte Kilimanjaro, c'è un ritiro glaciale in corso, documentato da alcuni decenni. Questa riduzione dell'estensione glaciale è stata ricondotta alla deforestazione da parte dei popoli nativi sulle pendici inferiori del Kilimanjaro che ha prodotto un drammatico declino dell'umidità atmosferica di risalita a causa dei minori tassi di evaporazione determinati dalla deforestazione.
Nella ecoregione sono presenti diverse aree protette. Queste includono:
- Parco nazionale del Kilimangiaro;
- Parco nazionale di Arusha;
- Parco nazionale del Monte Kenya;
- Parco nazionale di Aberdare;[7]
- Parco nazionale del Monte Elgon;[8][9]